# Liste der Monuments historiques in Sexey-aux-Forges
Die Liste der Monuments historiques in Sexey-aux-Forges führt die Monuments historiques in der französischen Gemeinde Sexey-aux-Forges auf.

## Liste der Immobilien
| Bezeichnung             | Beschreibung           | Standort                      | Kennzeichnung | Schutzstatus | Datum | Bild           |
| ----------------------- | ---------------------- | ----------------------------- | ------------- | ------------ | ----- | -------------- |
| Dolmen im Bois l’Evêque | aus dem Neolithikum    | nordwestlich des Ortes (Lage) | PA00106368    | Classé       | 1910  |                |
| Herrenhaus              | ab dem 15. Jahrhundert | 4 rue du Château (Lage)       | PA00106369    | Inscrit      | 1980  | weitere Bilder |